# Cugand
Cugand is een plaats en voormalige gemeente in het Franse departement Vendée in de regio Pays de la Loire en telt 3114 inwoners (2004). De plaats maakt deel uit van het arrondissement La Roche-sur-Yon.

## Geschiedenis
Cugand is op 1 januari 2025 gefuseerd met de gemeente La Bernardière tot de gemeente Cugand-la-Bernardière.

## Geografie
De oppervlakte van Cugand bedraagt 13,5 km², de bevolkingsdichtheid is 230,7 inwoners per km².

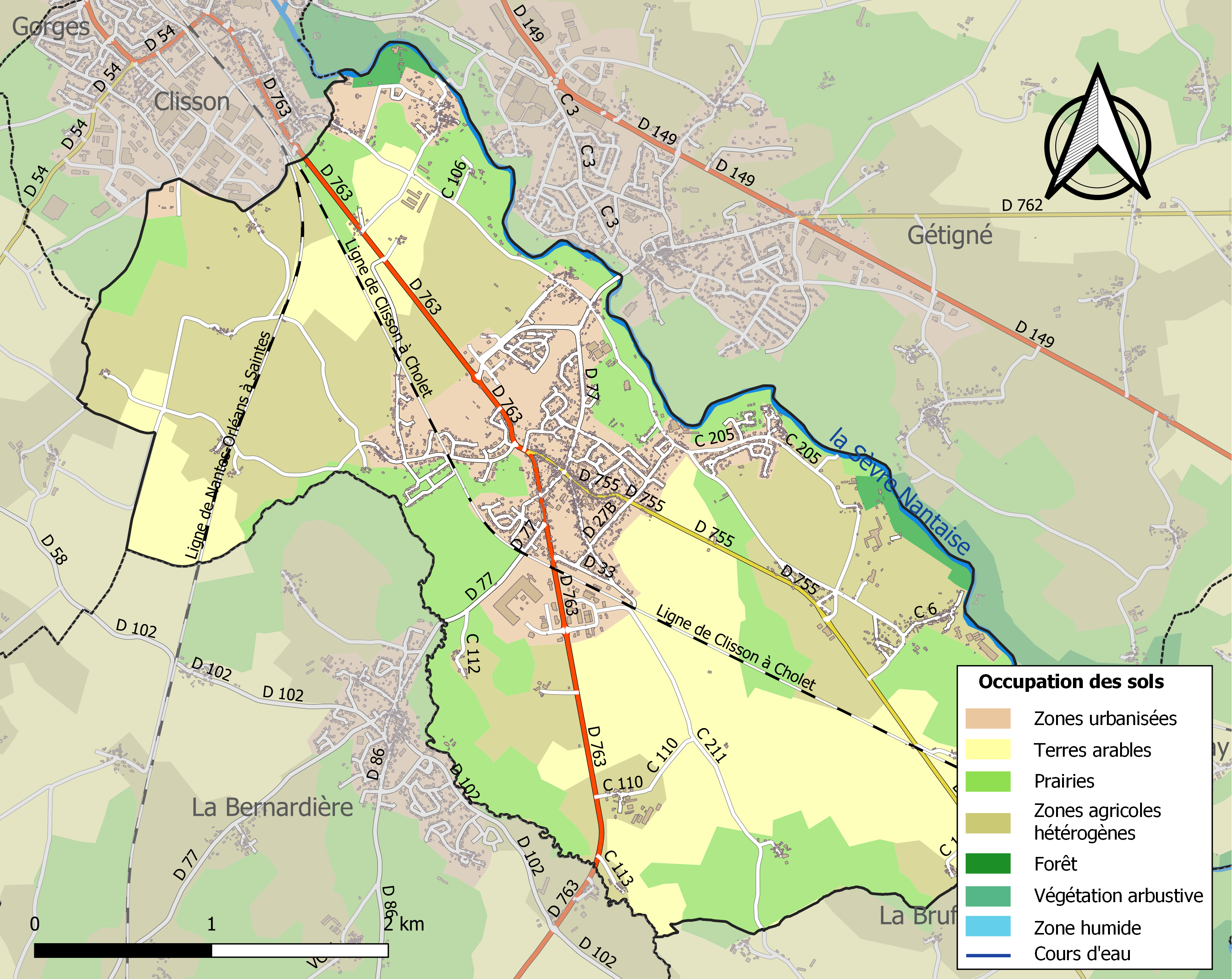
Kaart van de gemeente met de belangrijkste infrastructuur, bodemgebruik en omliggende gemeenten

## Demografie
Onderstaande figuur toont het verloop van het inwonertal.